# Osmosis Jones
Osmosis Jones – amerykański film fabularno-animowany z elementami kryminalnymi w reżyserii Petera i Bobby’ego Farrellych z 2001 roku.

## Obsada
- Chris Rock jako Osmosis Jones (głos)
- David Hyde Pierce jako Drixorial (głos)
- Bill Murray jako Frank DeTorri
- Elena Franklin jako Shane DeTorri
- Laurence Fishburne jako Thrax (głos)
- Zen Gesner jako doktor
- Chris Elliot jako Bob DeTorri
- Molly Shannon jako panna Boyd
- Brandy Norwood jako Leah (głos)

## Dodatkowe informacje
- Na podstawie filmu powstał serial pt. Ozzy i Drix.